# Познанский, Василий Аввакумович
Василий Аввакумович Познанский (укр. Василь Авакумович Познанський; 18 декабря 1910, Петрашёвка — 7 июня 1997, Саратов) — советский и российский учёный-правовед, доктор юридических наук, профессор, специалист по уголовно-процессуальному праву, директор (1956—1964) Саратовского юридического института имени Д. И. Курского. Брат украинской советской поэтессы Марии Познанской.

## Биография
Родился 18 декабря 1910 года в селе Петрашёвка (ныне Володарского района Киевской области).
- С октября 1929 года — на службе в органах юстиции. Демобилизован в звании капитана юстиции[1].
- 1932 год — 1935 год — учёба в Украинском институте советского строительства и права.
- 1935 год — 1939 год — учёба в аспирантуре при Харьковском юридическом институте, преподавательская работа на кафедре уголовного процесса.
- 1939 год — защита кандидатской диссертации на тему «Защита в советском уголовном процессе».
- 1941 год — 1949 год — работа в Ташкентском юридическом институте на должностях заведующего кафедрой судебного права и заместителя директора института по научной работе.
- 1949 год — 1955 год — заведующий кафедрой уголовного процесса Саратовского юридического института им. Д. И. Курского.
- 1956 год — 1964 год — директор Саратовского юридического института им. Д. И. Курского.
- 1958 год — защита докторской диссертации на тему «Кассационный пересмотр приговоров в советском уголовном процессе» в Институте права им. А. Я. Вышинского АН СССР.
- 1959 год — присвоение звания профессора.
- 1963 год — 1971 год — заведующий кафедрой уголовного процесса Саратовского юридического института им. Д. И. Курского.

Познанским В. А. опубликовано более ста научных работ и ученых пособий.
Умер 6 июня 1997 года в Саратове.

## Семья
- Сестра — Познанская, Мария Аввакумовна (15 июля 1917 — 18 мая 1995) — украинская советская поэтесса.
- Племянник — Познанский, Владимир Прокопьевич (род. 10 июля 1941)

## Награды
- Орден Трудового Красного Знамени

## Некоторые публикации

### Книги, монографии, учебные пособия
- Познанский В. А. Вопросы теории и практики кассационного производства в советском уголовном процессе. — Саратов: Издательство Саратовского государственного университета, 1978. — 136 с.
- Познанский В. А. и др. Советский уголовный процесс. Вопросы Общей части. — Саратов: Издательство Саратовского государственного университета, 1986. — 192 с.
- Познанский В. А. и др. Советский уголовный процесс. Вопросы Особенной части. — Саратов: Издательство Саратовского государственного университета, 1988. — 200 с.
- Познанский В. А. и др. Проблемы правового статуса личности в уголовном процессе. — Саратов: Издательство Саратовского государственного университета, 1981. — 196 с.
- Познанский В. А. и др. Проблемы развития советского исправительно-трудового законодательства. — Саратов: Издательство Саратовского государственного университета, 1961. — 284 с.
- Познанский В. А. Кассационный пересмотр приговоров в советском уголовном процессе. — Автореф. дис. … д-ра юрид. наук. — Академия наук СССР. Институт права им. А. Я. Вышинского, 1956. — 37 с.

### Статьи
- Познанский В. А., Цыпкин А. Л. И. Д. Перлов, Приговор в советском уголовном процессе, Госюриздат, М., 1960, 262 с.: (Рецензия) // Советское государство и право : журнал. — Москва, 1962. — Вып. 1. — С. 122—124.
- Познанский В. А., Цыпкин А. Л., Вольфман Г. И., Тихонов К. Ф. Я. М. Брайнин, Уголовная ответственность и ее основание в советском уголовном праве, изд. «Юридическая литература», М., 1963, 275 с.: (Рецензия) // Советское государство и право : журнал. — Москва, 1964. — Вып. 9. — С. 158—160.